# Johann Sebastian Walch
Pour les articles homonymes, voir Walch.
Johann Sebastian Lorenz Walch (né le 17 avril 1787 à Augsbourg, mort le 9 décembre 1840 dans la même ville) est un peintre et éditeur bavarois.

## Biographie
Il était le fils du graveur et éditeur Johann Walch (1757-1815) et de son épouse Anna Regina Will (1759-1837), fille aînée du graveur et éditeur Johann Martin Will (de). Son parrain est Johann Lorenz Rugendas l'Ancien. Il reçoit sa formation initiale de son père. En 1803-1804, il fréquente l'académie des beaux-arts de Vienne et en 1811 l'académie des beaux-arts de Munich.
Le 1er novembre 1813, il épouse Regina Henriette Christine Troeltsch (1794–1861), fille du marchand Johann Ludwig Troeltsch, à Augsbourg. Il continue la maison d'édition de son père (de) et l'agrandit pour inclure un atelier de lithographie et d'imprimerie. Il travaille aussi comme peintre sur verre et comme portraitiste.
Son fils Adolf (né le 21 août 1815, mort le 12 juillet 1886) continue la maison d'édition, son fils Albert (1816-1882) devient peintre, son fils Julius né le 12 juin 1820, mort en 1840) étudie à l'académie des beaux-arts de Munich et meurt alors qu'il y était étudiant.